# Primera División 1976-1977 (Spagna)
La Primera División 1976-1977 è stata la 46ª edizione della massima serie del campionato spagnolo di calcio, disputato tra il 4 settembre 1976 e il 22 maggio 1977 e concluso con la vittoria del Atlético Madrid, al suo ottavo titolo.
Capocannoniere del torneo è stato Mario Kempes (Valencia) con 24 reti.

## Stagione
Ritorno alla vittoria da parte dell'Atlético Madrid, che dopo quattro anni e grazie al nuovo corso di Luis Aragonés, seppe riproporsi come contendente al titolo nazionale dando battaglia al Barcellona, unica pretendente alla vittoria finale rimasta in corsa.
Il torneo vide inizialmente formarsi un gruppo di tre squadre in testa da cui uscì, alla quarta giornata, il Valencia. I Xotos furono ripresi dal gruppo alla sesta giornata: successivamente l'Atlético Madrid prese il comando della classifica dando vita al duello con il Barcellona, che raggiunse dopo due giornate la vetta per poi passare il comando alla quattordicesima. I blaugrana conclusero il girone di andata con due punti di vantaggio sui colchoneros, ma furono definitivamente sorpassati alla ventunesima. Di lì in poi l'Atlético Madrid rimase in vetta fino al termine del campionato, assicurandosi l'ottavo titolo con una giornata di anticipo.
Clamorosa esclusa dalla zona UEFA, fu il Real Madrid, che alla fine del torneo ottenne un deludente nono posto, a vantaggio dell'Athletic Bilbao e del Las Palmas, in Europa con il Barcellona. A fondo classifica retrocessero invece un Real Saragozza in crisi e il Celta Vigo, fattosi sorpassare all'ultima giornata dal Racing Santander: queste due squadre accompagnarono in Segunda División il Malaga, già retrocesso da alcune giornate.

## Squadre partecipanti
| Club             | Stagione | Città                      | Stadio                | Stagione precedente                    |
| ---------------- | -------- | -------------------------- | --------------------- | -------------------------------------- |
| Athletic Bilbao  |          | Bilbao                     | San Mamés             | 5º posto in Primera División           |
| Atlético Madrid  |          | Madrid                     | Manzanares            | 3º posto in Primera División           |
| Barcellona       |          | Barcellona                 | Nou Camp              | 2º posto in Primera División           |
| Real Betis       |          | Siviglia                   | Benito Villamarín     | 7º posto in Primera División           |
| Burgos           |          | Burgos                     | Stadio El Plantío     | 1º posto in Segunda División, promosso |
| Celta Vigo       |          | Vigo                       | Balaídos              | 2º posto in Segunda División, promosso |
| Elche            |          | Elche                      | Campo de Altabix      | 15º posto in Primera División          |
| Español          |          | Barcellona                 | Sarriá                | 4º posto in Primera División           |
| Hércules         |          | Alicante                   | José Rico Pérez       | 6º posto in Primera División           |
| Las Palmas       |          | Las Palmas de Gran Canaria | Insular               | 4º posto in Primera División           |
| Malaga           |          | Malaga                     | La Rosaleida          | 3º posto in Segunda División, promosso |
| Racing Santander |          | Santander                  | El Sardinero          | 12º posto in Primera División          |
| Real Madrid      |          | Madrid                     | Santiago Bernabéu     | 1º posto in Primera División           |
| Real Saragozza   |          | Saragozza                  | La Romareda           | 14º posto in Primera División          |
| Real Sociedad    |          | San Sebastián              | Atocha                | 8º posto in Primera División           |
| Salamanca        |          | Salamanca                  | Stadio Helmántico     | 9º posto in Primera División           |
| Siviglia         |          | Siviglia                   | Ramón Sánchez Pizjuán | 11º posto in Primera División          |
| Valencia         |          | Valencia                   | Luis Casanova         | 10º posto in Primera División          |

## Allenatori e primatisti
| Squadra          | Allenatore                                                                | Calciatore più presente | Cannoniere |
| ---------------- | ------------------------------------------------------------------------- | ----------------------- | ---------- |
| Athletic Bilbao  | Koldo Aguirre                                                             |                         |            |
| Atlético Madrid  | Luis Aragonés                                                             |                         |            |
| Barcellona       | Rinus Michels                                                             |                         |            |
| Betis            | Ferenc Szusza (1ª-8ª) Rafael Iriondo (9ª-34ª)                             |                         |            |
| Burgos           | Marcel Domingo                                                            |                         |            |
| Celta Vigo       | Carmelo Cedrún                                                            |                         |            |
| Elche            | Felipe Mesones                                                            |                         |            |
| Español          | José Santamaría                                                           |                         |            |
| Hércules         | Arsenio Iglesias                                                          |                         |            |
| Las Palmas       | Roque Olsen                                                               |                         |            |
| Malaga           | Milorad Pavić (1ª-23ª) José Luis Fuentes (23ª-34ª)                        |                         |            |
| Racing Santander | José María Maguregui                                                      |                         |            |
| Real Madrid      | Miljan Miljanić                                                           |                         |            |
| Real Saragozza   | Lucien Muller                                                             |                         |            |
| Real Sociedad    | José Antonio Irulegui                                                     |                         |            |
| Salamanca        | José Luis García                                                          |                         |            |
| Siviglia         | Carriega                                                                  |                         |            |
| Valencia         | Heriberto Herrera (1ª-23ª) Bernardino Pérez (24ª) Manuel Mestre (25ª-34ª) |                         |            |

## Classifica finale
|       | Pos. | Squadra          | Pt | G  | V  | N  | P  | GF | GS | DR  |
| ----- | ---- | ---------------- | -- | -- | -- | -- | -- | -- | -- | --- |
|       | 1.   | Atlético Madrid  | 46 | 34 | 19 | 8  | 7  | 62 | 33 | +29 |
|       | 2.   | Barcellona       | 45 | 34 | 18 | 9  | 7  | 69 | 34 | +35 |
|       | 3.   | Athletic Bilbao  | 38 | 34 | 15 | 8  | 11 | 55 | 45 | +10 |
|       | 4.   | Las Palmas       | 36 | 34 | 15 | 6  | 13 | 56 | 51 | +5  |
| [ 2 ] | 5.   | Real Betis       | 36 | 34 | 15 | 6  | 13 | 42 | 42 | 0   |
|       | 6.   | Español          | 36 | 34 | 14 | 8  | 12 | 61 | 59 | +2  |
|       | 7.   | Valencia         | 36 | 34 | 13 | 10 | 11 | 53 | 47 | +6  |
|       | 8.   | Real Sociedad    | 34 | 34 | 13 | 8  | 13 | 54 | 41 | +13 |
|       | 9.   | Real Madrid      | 34 | 34 | 12 | 10 | 12 | 57 | 53 | +4  |
|       | 10.  | Siviglia         | 34 | 34 | 11 | 12 | 11 | 32 | 39 | -7  |
|       | 11.  | Elche            | 33 | 34 | 11 | 11 | 12 | 45 | 47 | -2  |
|       | 12.  | Salamanca        | 32 | 34 | 11 | 10 | 13 | 35 | 41 | -6  |
|       | 13.  | Hércules         | 32 | 34 | 13 | 6  | 15 | 30 | 34 | -4  |
|       | 14.  | Burgos           | 32 | 34 | 14 | 4  | 16 | 46 | 50 | -4  |
|       | 15.  | Racing Santander | 31 | 34 | 12 | 7  | 15 | 41 | 62 | -21 |
|       | 16.  | Real Saragozza   | 30 | 34 | 10 | 10 | 14 | 42 | 51 | -9  |
|       | 17.  | Celta Vigo       | 29 | 34 | 9  | 11 | 14 | 22 | 40 | -18 |
|       | 18.  | Malaga           | 18 | 34 | 6  | 6  | 22 | 27 | 60 | -33 |

Legenda:
      Campione di Spagna e qualificata in Coppa dei Campioni 1977-1978
      Qualificata in Coppa delle Coppe 1977-1978
      Qualificate in Coppa UEFA 1977-1978
      Retrocesse in Segunda División 1977-1978
Regolamento:
Due punti a vittoria, uno a pareggio, zero a sconfitta.
In caso di arrivo di due o più squadre a pari punti, la graduatoria verrà stilata secondo la classifica avulsa tra le squadre interessate che prevede, in ordine, i seguenti criteri:
- Punti negli scontri diretti.
- Differenza reti negli scontri diretti.
- Differenza reti generale.
- Reti realizzate in generale.

### Squadra campione
- Miguel Reina (30)
- Luís Pereira (32)
- José Luis Capón (29)
- Marcelino (28)
- Eusebio Bejarano (28)
- Eugenio Leal (33)
- Alberto Fernández (31)
- Robi (28)
- Rubén Ayala (34)
- Rubén Cano (33)
- Leivinha (15)
- Allenatore: Luis Aragonés

Riserve
- Francisco Javier Bermejo (20), Francisco Aguilar Fernández (18), Domingo Benegas (17), Ramón Heredia (14), Rubén Oswaldo Díaz (13), Ignacio Salcedo (12), José Pacheco (5), Heraldo Becerra (1), José Eulogio Gárate (1), Juan Sierra (1)[3]

## Risultati

### Tabellone
|                  | ATB  | ATM  | BAR  | BET  | BUR  | CEL  | ELC  | ESP  | HÉR  | LPA  | MLG  | RAC  | RMA  | RSA  | RSO  | SAL  | SIV  | VAL  |
| ---------------- | ---- | ---- | ---- | ---- | ---- | ---- | ---- | ---- | ---- | ---- | ---- | ---- | ---- | ---- | ---- | ---- | ---- | ---- |
| Athletic Bilbao  | –––– | 0-1  | 1-3  | 1-0  | 3-0  | 2-2  | 1-1  | 5-2  | 3-0  | 2-1  | 1-1  | 1-0  | 4-1  | 3-1  | 4-2  | 2-0  | 4-0  | 2-1  |
| Atlético Madrid  | 2-1  | –––– | 3-1  | 3-1  | 0-3  | 3-0  | 5-1  | 1-1  | 1-0  | 1-0  | 2-0  | 5-1  | 4-0  | 2-0  | 5-1  | 2-1  | 3-3  | 2-3  |
| Barcellona       | 0-2  | 1-1  | –––– | 3-1  | 3-0  | 4-0  | 4-1  | 4-2  | 1-1  | 4-0  | 2-1  | 7-0  | 3-1  | 2-1  | 2-1  | 4-1  | 3-3  | 6-1  |
| Betis            | 2-1  | 1-0  | 1-3  | –––– | 2-1  | 1-0  | 1-0  | 5-1  | 1-0  | 2-2  | 0-1  | 2-1  | 2-0  | 2-1  | 2-1  | 2-1  | 0-1  | 0-0  |
| Burgos           | 2-2  | 2-0  | 1-0  | 2-1  | –––– | 1-0  | 3-1  | 1-2  | 1-1  | 4-1  | 3-0  | 1-1  | 3-2  | 2-0  | 2-0  | 0-2  | 1-0  | 4-1  |
| Celta Vigo       | 0-0  | 1-0  | 0-0  | 0-0  | 2-1  | –––– | 1-1  | 1-0  | 2-2  | 1-0  | 2-1  | 2-0  | 2-0  | 0-0  | 1-0  | 0-1  | 0-0  | 1-0  |
| Elche            | 2-1  | 0-1  | 0-0  | 2-0  | 0-0  | 1-1  | –––– | 4-1  | 2-1  | 2-2  | 3-0  | 4-1  | 1-1  | 2-0  | 2-0  | 1-0  | 3-0  | 1-4  |
| Español          | 4-0  | 1-4  | 2-3  | 1-1  | 2-1  | 2-0  | 2-0  | –––– | 3-0  | 2-0  | 5-1  | 2-1  | 4-1  | 2-0  | 1-0  | 4-0  | 0-0  | 3-0  |
| Hércules         | 0-0  | 2-1  | 2-2  | 1-0  | 3-0  | 2-1  | 1-1  | 2-0  | –––– | 2-1  | 1-0  | 2-0  | 0-1  | 1-1  | 2-0  | 4-2  | 0-0  | 2-1  |
| Las Palmas       | 2-1  | 1-1  | 2-1  | 1-1  | 4-1  | 5-1  | 0-0  | 5-0  | 1-0  | –––– | 2-1  | 4-1  | 4-2  | 1-4  | 2-0  | 2-0  | 4-2  | 2-1  |
| Malaga           | 0-3  | 0-0  | 1-0  | 0-1  | 1-2  | 1-1  | 2-3  | 1-1  | 1-1  | 0-2  | –––– | 1-2  | 2-1  | 2-1  | 2-1  | 1-0  | 0-0  | 0-1  |
| Racing Santander | 1-1  | 0-0  | 1-0  | 4-3  | 1-0  | 1-0  | 2-1  | 2-2  | 1-1  | 2-1  | 3-2  | –––– | 3-3  | 1-0  | 2-1  | 0-1  | 2-0  | 2-2  |
| Real Madrid      | 2-3  | 1-1  | 1-1  | 0-1  | 1-0  | 0-0  | 5-2  | 4-1  | 4-0  | 3-0  | 4-1  | 3-1  | –––– | 4-2  | 2-2  | 0-1  | 0-0  | 2-0  |
| Real Saragozza   | 1-1  | 0-2  | 0-0  | 2-1  | 2-1  | 1-0  | 5-3  | 3-3  | 1-0  | 1-1  | 3-1  | 2-0  | 2-4  | –––– | 1-1  | 2-0  | 0-0  | 2-2  |
| Real Sociedad    | 5-0  | 2-0  | 0-0  | 3-0  | 4-1  | 4-0  | 0-0  | 3-3  | 3-0  | 4-0  | 1-0  | 3-1  | 1-1  | 2-0  | –––– | 1-0  | 2-1  | 2-2  |
| Salamanca        | 3-0  | 1-1  | 2-0  | 0-1  | 3-1  | 2-0  | 1-0  | 2-1  | 1-0  | 0-0  | 3-0  | 0-1  | 0-1  | 0-0  | 1-1  | –––– | 1-0  | 0-0  |
| Siviglia         | 1-0  | 1-2  | 0-1  | 3-2  | 2-0  | 2-0  | 0-0  | 0-0  | 1-0  | 2-1  | 2-1  | 1-0  | 1-1  | 4-1  | 0-3  | 2-0  | –––– | 0-0  |
| Valencia         | 2-0  | 2-3  | 0-1  | 2-2  | 3-1  | 2-0  | 1-0  | 4-1  | 3-1  | 1-2  | 3-1  | 4-2  | 1-1  | 1-1  | 1-0  | 0-0  | 4-0  | –––– |

## Statistiche

### Squadre

#### Capoliste solitarie
|    | —— | —— | ——       | ——       | —— | —— | ——              | ——              | ——              | ——  | ——  | ——  | ——         | ——         | ——         | ——         | ——         | ——         | ——         | ——         | ——              | ——              | ——              | ——              | ——              | ——              | ——              | ——              | ——              | ——              | ——              | ——              | ——              | —— |  |
|    |    |    | Valencia | Valencia |    |    | Atlético Madrid | Atlético Madrid | Atlético Madrid |     |     |     | Barcellona | Barcellona | Barcellona | Barcellona | Barcellona | Barcellona | Barcellona | Barcellona | Atlético Madrid | Atlético Madrid | Atlético Madrid | Atlético Madrid | Atlético Madrid | Atlético Madrid | Atlético Madrid | Atlético Madrid | Atlético Madrid | Atlético Madrid | Atlético Madrid | Atlético Madrid | Atlético Madrid |    |  |
|    |    |    |          |          |    |    |                 |                 |                 |     |     |     |            |            |            |            |            |            |            |            |                 |                 |                 |                 |                 |                 |                 |                 |                 |                 |                 |                 |                 |    |  |
|    |    |    |          |          |    |    |                 |                 |                 |     |     |     |            |            |            |            |            |            |            |            |                 |                 |                 |                 |                 |                 |                 |                 |                 |                 |                 |                 |                 |    |  |
| 1ª | 2ª | 3ª | 4ª       | 5ª       | 6ª | 7ª | 8ª              | 9ª              | 10ª             | 11ª | 12ª | 13ª | 14ª        | 15ª        | 16ª        | 17ª        | 18ª        | 19ª        | 20ª        | 21ª        | 22ª             | 23ª             | 24ª             | 25ª             | 26ª             | 27ª             | 28ª             | 29ª             | 30ª             | 31ª             | 32ª             | 33ª             | 34ª             |    |  |

#### Primati stagionali
- Maggior numero di vittorie: Atlético Madrid (19)
- Minor numero di sconfitte: Atlético Madrid, Barcellona (7)
- Migliore attacco: Barcellona (69 reti segnate)
- Miglior difesa: Atlético Madrid (33 reti subite)
- Miglior differenza reti: Barcellona (+35)
- Maggior numero di pareggi: Siviglia (12)
- Minor numero di pareggi: Burgos (4)
- Maggior numero di sconfitte: Malaga (22)
- Minor numero di vittorie: Malaga (6)
- Peggior attacco: Celta Vigo (22 reti segnate)
- Peggior difesa: Racing Santander (62 reti subite)
- Peggior differenza reti: Malaga (-33)

### Individuali

#### Classifica marcatori
Fonte:
| Gol |  |  | Giocatore      | Squadra         |
| --- |  |  | -------------- | --------------- |
| 24  |  |  | Mario Kempes   | Valencia        |
| 22  |  |  | Carlos Morete  | Las Palmas      |
| 22  |  |  | Rafael Marañón | Español         |
| 22  |  |  | Manuel Clarés  | Barcellona      |
| 20  |  |  | Rubén Cano     | Atlético Madrid |